# Síndrome de Havana
Síndrome de Havana é um conjunto de sinais e sintomas médicos relatados por funcionários das embaixadas dos Estados Unidos e do Canadá em Cuba desde o final de 2016, bem como posteriormente em alguns outros países, incluindo nos Estados Unidos.
Um relatório de 2023 da agência de inteligência norte-americana não encontrou “nenhuma evidência confiável” de que qualquer adversário estrangeiro possua uma arma ou dispositivo de coleta de informações que esteja causando os ferimentos. O relatório concluiu que a síndrome provavelmente foi causada por uma combinação de fatores, incluindo condições médicas preexistentes, doenças convencionais e fatores ambientais. O relatório diz que é “muito improvável” que um adversário estrangeiro esteja envolvido. Sete agências de inteligência dos EUA, que não foram identificadas, estiveram envolvidas na investigação.
Em 2017, o então presidente americano Donald Trump acusou Cuba de perpetrar ataques não especificados que causam esses sintomas. Os EUA reduziram o pessoal de sua embaixada ao mínimo em resposta. Em 2018, diplomatas americanos na China relataram problemas semelhantes aos relatados em Cuba, assim como agentes secretos da CIA trabalhando em outros países com agências parceiras para conter operações secretas russas.
Um estudo por ressonância magnética dos cérebros dos diplomatas afetados em Cuba, publicados no periódico JAMA em 2018, afirmou que os diplomatas possivelmente teriam sofrido algum tipo de lesão cerebral, mas não determinaram a causa das lesões. Embora não haja consenso de especialistas sobre a causa dos sintomas, um co-autor do estudo JAMA considerou as armas de micro-ondas como "o principal suspeito" do fenômeno. Um comitê de especialistas das Academias Nacionais de Ciências, Engenharia e Medicina dos Estados Unidos concluiu em dezembro de 2020 que a energia de micro-ondas (especificamente, energia de radiofrequência pulsada dirigida) "parece ser o mecanismo mais plausível para explicar esses casos entre aqueles que o comitê considerou" mas que "cada causa possível permanece especulativa". Em maio de 2021, autoridades americanas anônimas disseram não saber a causa do incidente ou se houve um ataque, mas que a inteligência militar russa era uma área de "investigação ativa".